# Anstaltsgewalt
Unter Anstaltsgewalt werden im Verwaltungsrecht Deutschlands sämtliche Funktionen einer Anstalt des öffentlichen Rechts zusammengefasst. Darunter fällt u. a. das Recht zur Regelung der Organisation, der Verhältnisse zu den Benutzern der Anstalt, als auch zu den Mitarbeitern der Anstalt. In die Rechte der Benutzer darf nur aufgrund einer gesetzlichen Ermächtigungsgrundlage eingegriffen werden.